# Tragulus napu
Espèce
Synonymes
- Moschus napu F. Cuvier, 1822[1]

Répartition géographique
Statut de conservation UICN

 LC  : Préoccupation mineure
Tragulus napu, communément appelé Grand chevrotain malais, Grand cerf-souris ou Napu (localement en malais), est une espèce de mammifères herbivores de la famille des Tragulidae, identifiée en 1822 en Asie du Sud-Est.

## Taxinomie
L'espèce Tragulus napu est identifiée en 1822 par le zoologiste français Frédéric Cuvier.
Jusqu'en 2004, le sous-genre Tragulus versicolor a été longtemps associé à Tragulus napu avant de former une espèce à part entière,.

## Répartition et habitat
L'espèce vit dans les forêts tropicales humides et les mangroves du Sud-Est asiatique. Elle est présente en Indonésie (à Sumatra, Bornéo, et dans les petites îles de l'archipel), en Malaisie (continentale et insulaire), dans le Sud de la Birmanie, du Viêt Nam, du Laos et du Cambodge,. 

## Liste des sous-espèces
Selon BioLib (7 août 2020) :
- sous-espèce Tragulus napu amoenus Miller, 1903
- sous-espèce Tragulus napu bancanus Lyon, 1906
- sous-espèce Tragulus napu banguei Chasen & Kloss, 1931
- sous-espèce Tragulus napu batuanus Miller, 1903
- sous-espèce Tragulus napu billitonus Lyon, 1906
- sous-espèce Tragulus napu bunguranensis Miller, 1901
- sous-espèce Tragulus napu flavicollis Miller, 1903
- sous-espèce Tragulus napu hendersoni Chasen, 1940
- sous-espèce Tragulus napu lutescens Miller, 1903
- sous-espèce Tragulus napu napu (F. Cuvier, 1822)
- sous-espèce Tragulus napu neubronneri Sody, 1931
- sous-espèce Tragulus napu niasis Lyon, 1916
- sous-espèce Tragulus napu nigricollis Miller, 1902
- sous-espèce Tragulus napu nigrocinctus Miller, 1906
- sous-espèce Tragulus napu parallelus Miller, 1911
- sous-espèce Tragulus napu pretiellus Miller, 1906
- sous-espèce Tragulus napu rufulus Miller, 1900
- sous-espèce Tragulus napu sebucus Lyon, 1911
- sous-espèce Tragulus napu stanleyanus (Gray, 1836)
- sous-espèce Tragulus napu terutus Thomas & Wroughton, 1909

## Description

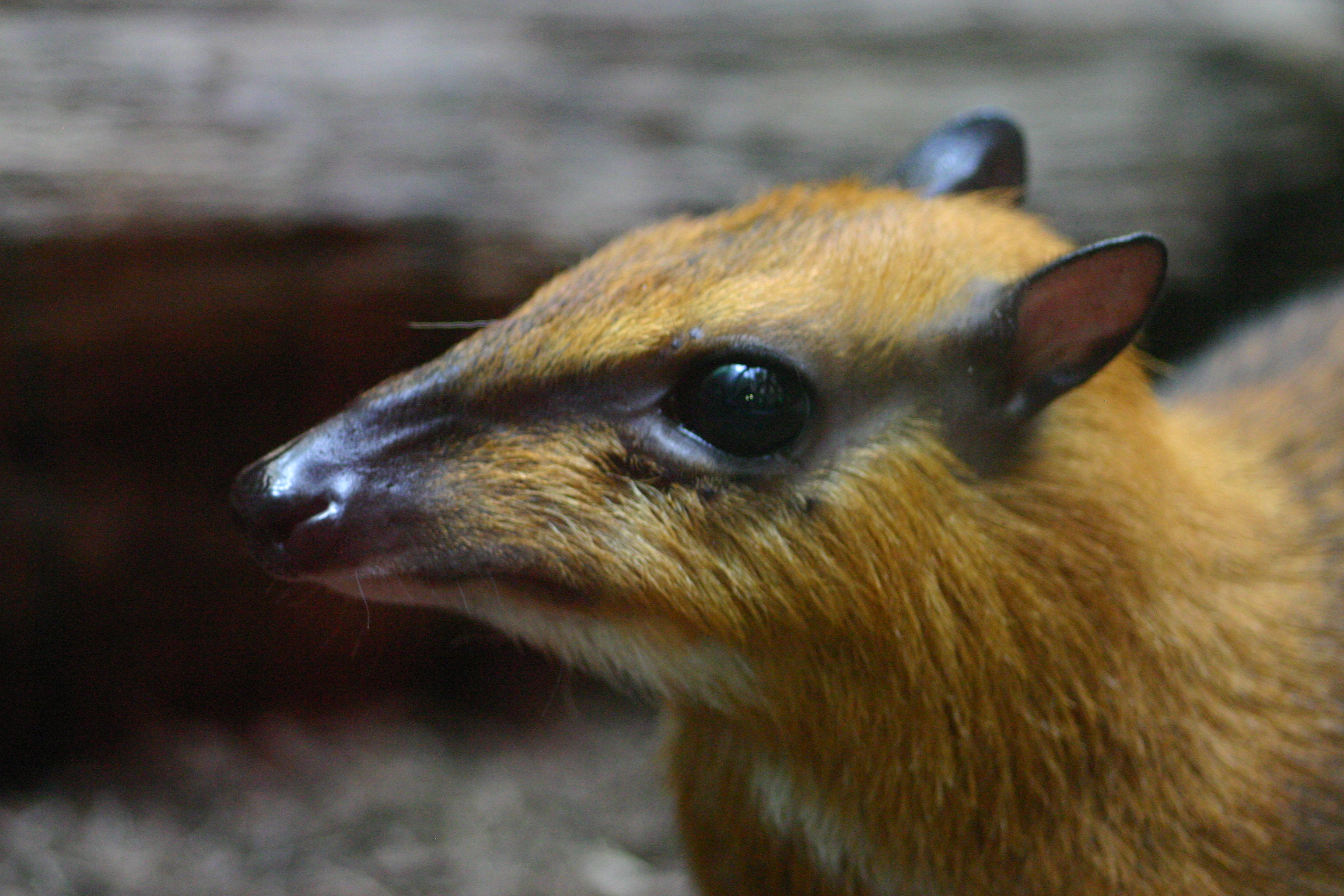
Tête de Tragulus napu.

Tragulus napu est l'un des plus petits ongulés, mais est considéré comme le plus grand au sein du genre Tragulus. Pesant de 5 à 8 kg, il mesure de 70 à 75 cm, avec une queue de 8 à 10 cm, et une taille au garrot de 30 à 35 cm. Il possède des pattes graciles, nettement plus longues pour les postérieures. De couleur uniformément rousse à gris-roux sur le dos et blanc sur la partie ventrale, il présente au niveau de sa petite tête triangulaire une bande de poils noirs partant de l'œil (voire de l'oreille) au museau.
Les mâles n'ont pas de bois, ni de cornes, mais possèdent deux canines supérieures allongées formant des crocs.
Leur morphologie a très peu changé en 30 millions d'années, ce qui leur vaut le surnom de « fossiles vivants ».

## Comportement

### Alimentation
Tragulus napu se nourrit de fruits et de baies, de feuilles, de plantes aquatiques et herbacées.

### Reproduction
En période de reproduction, le mâle frotte sa glande qui se trouve sous sa mâchoire inférieure sur la femelle afin de déceler si elle est en œstrus[réf. nécessaire]. La reproduction de l'espèce s'étend tout au long de l'année, avec une période de gestation de 152 à 155 jours, pour une portée d'un seul jeune à la fois. Les chevrotains mâles et femelles sont matures quatre mois et demi après leur naissance et ces dernières enchainent en général les portées.
La longévité de Tragulus napu est évaluée à quatorze ans.

### Territoire
Tragulus napu est un animal très territorial. Se déplaçant sur des sentiers de forêt dense, ils marquent leur territoire régulièrement grâce à leur urine, leurs excréments ainsi qu’avec des sécrétions émises par des glandes situées sous leur menton. Il s’agit d’une espèce majoritairement nocturne et solitaire sauf lorsque vient la période de reproduction. Sa robe permet une très bonne dissimulation dans leur environnement
Les femelles Tragulus napu ont plutôt un mode de vie sédentaire, les mâles, quant à eux, se déplacent davantage et il est très rare de les voir rester au même endroit pour une période de plus d’un an.

## Écologie et préservation

### Prédateurs
Les principaux prédateurs du Tragulus napu, dû à sa petite taille, sont les animaux carnivores (canidés et félins), les grands reptiles, les oiseaux de proie.

### Statut et menaces
L'espèce est largement répandue dans le Sud-Est asiatique et ne présente pas de danger de disparition, bien que son habitat sauvage se réduise (déforestation) et que la chasse pèse sur les populations de chevrotains. Néanmoins, selon la Liste Rouge de l’IUCN, la population de Tragulus napu est présentement en déclin.